# Газовая промышленность Азербайджана
Газовая промышленность Азербайджана — отрасль экономики Азербайджана.

## Месторождения
На сентябрь 2024 года в Азербайджане газ добывается с месторождений Азери — Чираг — Гюнешли, Шах-Дениз, Апшерон и по линии ГНКАР.
Крупнейшее газоконденсатное месторождение «Шах-Дениз» расположено на юго-западе Каспийского моря, в 70 км к юго-западу от Баку. Глубина моря в районе месторождения — около 600 м. Площадь газоносного района — около 860 км². Месторождение Шах-Дениз было открыто в 1999 году. С декабря 2013 года разрабатывается второй этап проекта «Шах-Дениз». Общие запасы месторождения оцениваются в 1,2 трлн м³ природного газа и 240 млн тонн газового конденсата.
Также добывается газ с месторождения Азери — Чираг — Гюнешли.
В 2001 году открыто месторождение «Апшерон». В июне 2023 года начата добыча с месторождения в объёме 4 млн м3 газа и 12 тыс. баррелей конденсата в сутки. Полномасштабная добыча газа в объёме 5-6 млрд м3 в год планируется не ранее 2028 года.
24 ноября 2010 года открыты запасы на месторождении «Умид». Запасы месторождения оцениваются в 200 млрд м3 газа и 30-40 млн тонн конденсата. 20 сентября 2012 года на месторождении был добыт первый газ. Началась промышленная разработка месторождения.

## Внутреннее потребление
С 1 января 2022 года осуществляются своповые поставки газа из Туркменистана через Иран в Азербайджан в размере 1,5 - 2 млрд. м3/год. С марта 2022 по март 2023 года поставлялось 4,5 млн м3 газа в день. С марта по август 2023 года объём поставок вырос до 10 млн м3 газа в день.
Нахичеванская Автономная Республика получает газ через Иран.

## Экспорт
25 марта 2007 года введён в эксплуатацию Южно-Кавказский газопровод. В 2007 году Азербайджан из импортёра газа стал экспортёром. Первыми покупателями газа из Азербайджана стали Грузия и Турция.
31 декабря 2020 года Азербайджан начал поставки газа по Южному газовому коридору на европейский рынок. Прогнозируемый объём поставок был: в Италию — 8 млрд. м³ в год, и по 1 млрд. м³ — в Грецию, и Болгарию.
С июня 2022 года Болгария начала импорт азербайджанского газа через интерконнектор Греция — Болгария. С 1 января 2023 года начался экспорт газа из Азербайджана в Румынию.
1 августа 2024 года начаты поставки газа в Словению.
1 сентября 2024 года начаты поставки газа в Хорватию.
С 1 декабря 2024 года начаты поставки в Словакию по краткосрочному пилотному соглашению между ГНКАР и Slovenský plynárenský priemysel.
В ноябре 2023 года подписано соглашение о поставках Азербайджаном газа Сербии в объёме 400 млн м3 в год. С этой целью 10 декабря 2023 года открыт интерконнектор Болгария — Сербия.
На декабрь 2024 года Азербайджан поставляет газ в 12 стран, в том числе в Турцию, Грузию, Италию, Грецию, Болгарию, Румынию, Венгрию, Сербию, Словению, Хорватию, Северную Македонию, Словакию.
В 2023 году Италия импортировала 9,3 млрд. м³ газа.
2 августа 2025 года через территорию Турции по трубопроводу Килис – Алеппо начаты поставки газа в Сирию. На август 2025 года по газопроводу подаётся 1,4 млн м3 газа в сутки. Общая пропускная способность газопровода составляет 3,4 м3 газа в сутки.

## Показатели
С момента начала эксплуатации по 1 сентября 2024 года с месторождения Азери — Чираг — Гюнешли добыто 225 млрд м3 газа, с месторождения Шах-Дениз — 227,2 млрд м3 газа и 47 млн тонн конденсата.
| Год         | 2000 | 2001 | 2002 | 2003 | 2004 | 2005 | 2006 | 2007   | 2008   |
| ----------- | ---- | ---- | ---- | ---- | ---- | ---- | ---- | ------ | ------ |
| млн. куб. м | 5642 | 5535 | 5144 | 5128 | 4995 | 5732 | 9076 | 16 850 | 23 399 |

| Год         | 2009   | 2010   | 2011   | 2012   | 2013   | 2014   | 2015   | 2016   |
| ----------- | ------ | ------ | ------ | ------ | ------ | ------ | ------ | ------ |
| млн. куб. м | 23 598 | 26 312 | 25 728 | 26 796 | 29 245 | 29 555 | 29 175 | 29 331 |

| Год         | 2023   | 2024   |
| ----------- | ------ | ------ |
| млн. куб. м | 48 300 | 50 600 |

| Год     | 2019       | 2020          | 2021          | 2022          | 2023       | 2024       |
| ------- | ---------- | ------------- | ------------- | ------------- | ---------- | ---------- |
| тыс. м3 | 12 500 000 | 12 424 490,44 | 20 046 650,21 | 18 965 213,42 | 23 800 000 | 25 500 000 |

| Год    | 2020  |
| ------ | ----- |
| млн м3 | 510,6 |

Основное количество потребляемого газа внутри страны приходится на производство электроэнергии. В 2022 году на производство электроэнергии было израсходовано 5 494 млн м3 природного газа.
В рамках своповых поставок осуществляется импорт  газа из Туркменистана через Иран.

## Газопроводы
25 сентября 2023 года начато строительство газопровода Ыгдыр (Турция) — Нахичевань. Строительство осуществлялось ГНКАР и BOTAŞ. 5 марта 2025 года газопровод сдан в эксплуатацию. Пропускная способность — 2 млн м3 газа / сутки. Максимальная пропускная способность газопровода — 730 млн м3/год. Транспортировка осуществляется из Азербайджана через территорию Турции в Нахичевань. Длина трубопровода от Ыгдыра до Садарака составляет 85 км.

## Переработка газа
Действует Гарадагский газоперерабатывающий завод.

## Экология
4 марта 2024 года Азербайджан присоединился к инициативе «Глобальное обязательство по метану», ставящей целью снизить глобальные эмиссии метана до 2030 года на 30 % по сравнению с 2020 годом.